# Kometa Zhu-Balama
Kometa Zhu-Balam lub C/1997 L1 – kometa długookresowa, którą obserwowano tylko raz.

## Odkrycie i nazwa
Kometę tę odkryli astronomowie Gin Zhu (jego zdjęcia pochodziły z 3 czerwca 1997) i David Balam (8 czerwca 1997 dokonał identyfikacji obiektu).
W nazwie znajdują się zatem obydwa nazwiska odkrywców.

## Orbita komety
Orbita komety C/1997 L1 ma kształt bardzo wydłużonej elipsy o mimośrodzie 0,998. Jej peryhelium znajduje się w odległości 4,9 j.a., aphelium zaś 4829 j.a. od Słońca. Jej okres obiegu wokół Słońca wynosi aż 118 843 lata, nachylenie do ekliptyki to wartość 73˚.

## Właściwości fizyczne
To kometa o bardzo długim okresie obiegu, która nie zbliżyła się do Słońca zbyt blisko, przez co jej aktywność nie była nadzwyczajna. Jądro tej komety ma wielkość ok. 10 km.